# لحج
لَحْج نام شهریست در یمن جنوبی، از توابع استان عَدَن در کشور یمن در شبه جزیره عربستان.
این شهر به کارخانجات پنبه بافی مشهور است. شهریست قدیمی که به نام (مخالیف الیمن) نامیده می‌شده‌است. گویند:[[لحج بن وائل بن الغوث بن قطن بن عریب بن زهیر بن أعین بن الهیمسع بن حِمیر بن سبا بن یشجب بن یعرب بن قحطان]] این شهر را بنیاد گذاری نموده‌است. گروهی از اهل علم وأدب وشعراء به این شهر منتسب می‌شودند که بارزترین آنها شاعر: مسلم بن محمد اللحجی صاحب کتاب:(الأترنجة فی شعر الیمن) است.